# Dobroszów (powiat Legnicki)
Dobroszów is een dorp in de Poolse woiwodschap Neder-Silezië. De plaats maakt deel uit van de gemeente Chojnów.